# Merja Kyllönen
Merja Kyllönen, née le 25 janvier 1977 à Suomussalmi, est une femme politique finlandaise, membre de l'Alliance de gauche (Vas) et ministre des Transports de 2011 à 2014.

## Biographie

### Vie professionnelle
Elle commence à travailler, dès l'âge de 16 ans, dans un magasin de la coopérative Tradeka, où elle sera ensuite caissière, à la fin des années 1990. Régulièrement recrutée pour des postes d'assistante dans la fonction publique, elle est élue, en 2000, au conseil municipal de Suomussalmi, et devient, en 2002, assistante de pharmacie.

### Rapide ascension politique
En 2004, elle entre au conseil régional de Kainuu, avant d'être élue députée de la circonscription d'Oulu à la Diète nationale, trois ans plus tard. À la suite des élections législatives du 17 avril 2011, elle est nommée, le 22 juin, ministre des Transports.

### Députée européenne
Ayant démissionné du gouvernement avec le retrait du Vas de la coalition au pouvoir le 4 avril 2014, elle est élue députée au Parlement européen lors des élections du 25 mai suivant en remportant 58 611 voix de préférence, soit le septième score finlandais et le meilleur résultat d'un candidat de gauche.

### Élection présidentielle de 2018
Merja Kyllönen se porte candidate à l'élection présidentielle de 2018. Elle rassemble 3,00 % des voix et termine septième.